# Province de Moxos
Cet article concerne la province du département de Beni. Pour le peuple Moxos, voir Moxos.
La province de Moxos est une des 8 provinces du département de Beni, en Bolivie. Elle tire son nom de la savane Moxos. Son chef-lieu est la ville de San Ignacio de Moxos.